# Carole Merle
Carole Merle, född den 24 januari 1964 i Barcelonnette, Frankrike, är en fransk före detta utförsåkare.
Hon tog OS-silver i damernas super-G i samband med de olympiska utförstävlingarna 1992 i Albertville.